# Charles Jackson
Charles Edward Jackson (Sacramento, 22 maggio 1993) è un cestista statunitense.